# Francesca Capaldi
Francesca Angelucci Capaldi, född 8 juni 2004 i La Jolla, Kalifornien, är en amerikansk skådespelare. Hon är bland annat känd för rollen som Chloe James i Disney Channel-serien Dog With a Blog. Hon har italienskt påbrå och är bosatt i Carlsbad tillsammans med sina föräldrar.